# Percilia irwini
Percilia irwini är en fiskart som beskrevs av Eigenmann 1928. Percilia irwini ingår i släktet Percilia och familjen Perciliidae. IUCN kategoriserar arten globalt som otillräckligt studerad. Inga underarter finns listade i Catalogue of Life.